# Biserica Irlandei
Biserica Irlandei (în engleză Church of Ireland) este o biserică creștină protestantă din Irlanda și o provincie autonomă a Bisericii Anglicane. Este organizată pe toată insula Irlanda și este a doua biserică creștină de pe insulă ca număr de credincioși, după Biserica Romano-Catolică. La recensământul din 2022 din Republica Irlanda 2,5 % din locuitori s-au declarat anglicani, iar la recensământul din 2021 din Irlanda de Nord 11,55 % din locuitori s-au declarat anglicani.
La fel ca și alte biserici anglicane, ea a păstrat elemente ale practicii dinainte de Reformă, în special politica sa episcopală, respingând în același timp primatul papal.
În chestiuni teologice și liturgice, ea încorporează multe principii ale Reformei, în special cele ale Reformei engleze, dar se autoidentifică ca fiind atât reformată, cât și catolică, în sensul că se consideră moștenitoarea unei tradiții continue care datează de la întemeierea creștinismului în Irlanda. Ca și în cazul altor membri ai comuniunii anglicane globale, parohiile individuale acceptă abordări diferite ale accentului pus pe ritual și pe formalitate, denumite variat Biserica Înaltă și Biserica Joasă.